# (3213) Smolensk
(3213) Smolensk est un astéroïde de la ceinture principale.

## Description
(3213) Smolensk est un astéroïde de la ceinture principale. Il fut découvert le 14 juillet 1977 à Naoutchnyï par Nikolaï Tchernykh. Il présente une orbite caractérisée par un demi-grand axe de 3,20 UA, une excentricité de 0,16 et une inclinaison de 1,0° par rapport à l'écliptique.

## Compléments